# 78-ма стрілецька дивізія (2-го формування)
78-ма стрілецька дивізія (2-го формування) — формування (з'єднання, стрілецька дивізія) РСЧА (ЗС СРСР) під час Другої світової війни.

## Історія
Дивізія почала формуватися в березні 1942 року в місті Самарканд (САВО), як 403-тя стрілецька дивізія. До прибуття в МВО дивізія налічувала 9000 осіб. Органи управління дивізії були сформовані і укомплектовані особовим складом повністю, обмундировані і забезпечені всіма видами матзабезпечення.
13.05.1942 дивізія, змінивши дислокацію, прибула в м. Кострома Московської області, в розпорядження Московського військового округу. Згідно з директивою Московського військового округу 403 сд прийняла поповнення — особовий склад 78-ї сд, після чого їй присвоєно номер останньої.
18.07.1942 78 сд вступила в розпорядження 30 армії Калінінського фронту, нараховуючи в своїх рядах 12 645 чоловік особового складу.
Бойове хрещення дивізія під командуванням полковника Н. М. Михайлова отримала у складі 30-ї армії в ході Ржевсько-Сичевської операції Калінінського фронту. 28 липня 1942 року, перейшовши в наступ у напрямку на Ржев, вона прорвала першу смугу ворожої оборони і вийшла на підступи до північно-східної околиці Ржева в район Полуніно, де, зустрівши запеклий опір противника, втягнулася в затяжні бої, які тривали до жовтня 1942 року. У ході цих боїв дивізією знищено до 35 взводів піхоти противника, 2 артилерійські та 5 мінометних батарей, 16 гармат, близько 150 кулеметів, 3 танки, збитий один бомбардувальник і взято в полон до батальйону піхоти.
У січні 1943 року в складі військ Південно-Західного фронту 78-ма дивізія брала участь у контрнаступі під Сталінградом. Діючи на вістрі удару 1-ї гвардійської армії, вела наступ у напрямку Артемівськ, Червоноармійське, маючи завдання заволодіти Артемівськом. Просуваючись з важкими боями, вийшла до річки Сіверський Донець в районі села Борівське, де, зустрівши організований опір, протягом восьми днів вела запеклі бої, але успіху не мала і змушена була перейти до тривалої оборони по лівому березі річки.
17 липня 1943 року, коли почалася Ізюм-Барвінківська операція, дивізія успішно форсувала Сіверський Донець в районі Привільного і, уклинившись в оборону ворога на глибину до п'яти кілометрів, захопила кілька плацдармів на його правому березі. Подальші спроби завершити прорив тактичної оборони противника і розширити захоплені плацдарми виявилися безуспішними, і дивізія перейшла до активної оборони.
З початком операції по звільненню Донбасу від німецьких загарбників дивізія під командуванням полковника Н. М. Михайлова, увійшовши до складу 33-го стрілецького корпусу, за місяць бойових дій, відбиваючи численні контрудари частин 123-ї піхотної і 23-ї танкової дивізій противника, пройшла з боями до 220-й кілометрів і звільнила більше ста населених пунктів, у тому числі Славгород Дніпропетровської області.
Продовжуючи розвивати наступ і вміло маневруючи, дивізія оволоділа селами Степова, Мокра і до результату 13 жовтня 1943 року підійшла до південної околиці передмістя Запоріжжя — Південний.
Не маючи достатніми відомостями про противника, командир дивізії вирішив створити штурмовий загін під командуванням старшого лейтенанта Сухарєва, який мав увірватися в місто і своїми діями розкрити систему ворожої оборони. Нічна атака дивізії була потужною і стрімкою, і до ранку вона зайняла центр Запоріжжя і оборону на лівому березі Дніпра. Незважаючи на запеклий опір противника, до результату 14 жовтня місто було повністю звільнено від гітлерівців.
В ході боїв на підступах до Запоріжжя і в місті дивізією були повністю розгромлений 515-й піхотний полк 294-ї піхотної дивізії і знищено понад 2300 гітлерівців, підбито і спалено 11 танків, 12 гармат, 13 мінометних батарей, 27 станкових і 40 ручних кулеметів, 13 дзотів, 16 автомашин з боєприпасами. Захоплені в полон 40 солдатів і офіцерів, 23 гармати, 35 кулеметів, 7 складів з боєприпасами і запчастинами.
За зразкове виконання завдання по звільненню Запоріжжя і проявлені при цьому мужність, відвагу дивізіяудостоєна почесного найменування «Запорізька».

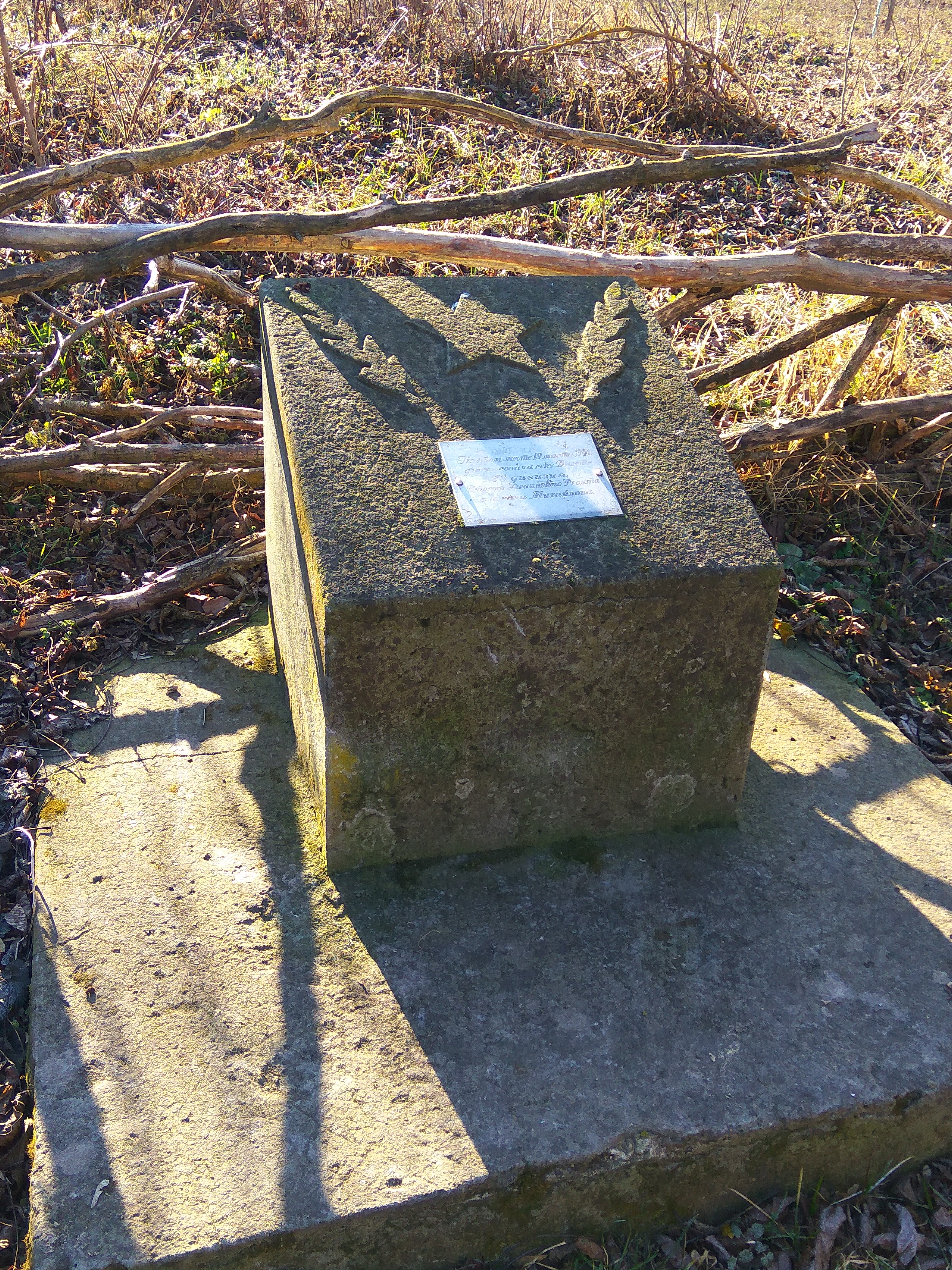
Меморіал у селі Садківці про початок форсування Дністра 78-ю дивізією

26 березня 1944 року дивізія, пройшовши з боями в ході Умансько-Ботошанської операції в умовах суцільного бездоріжжя до 400 кілометрів, звільнила міста Умань, Вапнярка, форсувала Південний Буг, Дністер і першою в 27-ї армії подолала прикордонну річку Прут північніше Ясс і вступила на територію Румунії, захопивши великий плацдарм на правому березі річки. За відмінні бойові дії дивізії була оголошена подяка в наказі Верховного Головнокомандувача.
Перейшовши до оборони на захоплених плацдармах, полки дивізії вели безперервні бої з відбиття ворожих контратак і одночасно вели підготовку до Яссько-Кишинівської операції, яка почалася рано вранці 20 серпня 1944 року. Прорвавши сильно укріплену оборону противника в районі Круса, Ойвешти, дивізія перейшла до переслідування і, широко застосовуючи охоплення і обходи, кинулася в напрямку Фокшанської долини. Пройшовши через так звані «Фокшанські ворота», природний прохід, створений природою в горах, дивізія вийшла в центральну Румунію і зав'язала бої з гітлерівцями, оволодівши 27 серпня містом Римніку-Серат, а через три дні — містом Плоєшти. За взяття цих важливих промислових центрів Румунії та укріплених опорних вузлів опору противника дивізія нагороджена орденом Суворова 2-го ступеня. Отримали нагороди і полки дивізії. 458-й полк нагороджений орденом Богдана Хмельницького 2-го ступеня, 464-й полк — орденом Кутузова 3-го ступеня, 453-й полк отримав почесне найменування «Римнікський».
Подолавши Трансільванські Альпи, дивізія першою в смузі 27-ї армії вступила на територію Угорщини в районі північніше Сігіошара і, стрімко розвиваючи наступ в ході Дебреценської операції, послідовно оволоділа містами Орадя-Маре і Дебрецен. Як зазначалося у звітних бойових документах, бої дивізії характеризувалися виключною рухливістю, маневреністю і військовою майстерністю її полків, які отримали високу оцінку Батьківщини. 453-й і 464-й стрілецькі полки нагороджені орденами Богдана Хмельницького 2-го ступеня і Червоного Прапора відповідно. 458-й стрілецький та 1030-й артилерійський полки стали Дебреценськими.
6 листопада 1944 року, форсувавши річку Тису в районі Тиса-Кесі, дивізія з боями вийшла до міста Мішкольц — великого військово-промислового центру Угорщини. Місто було сильно укріплене гітлерівцями. Зламавши оборону противника, дивізія першою увірвалася в місто і 3 грудня оволоділа ним, перейшовши до оборони на його північній і північно-західній околицях. За зразкове виконання завдання командування по оволодінню містом Мішкольц і проявлені при цьому мужність, відвагу дивізія була нагороджена орденом Червоного Прапора та зазначена в наказі Верховного Головнокомандувача.
Переступивши ще через один державний кордон, дивізія 3 січня 1945 року увійшла в Чехословаччину і, ведучи запеклі бої у важких умовах гірничо-лісистої місцевості, 23 січня оволоділа містами Єлшава і Рожнява, десятками інших населених пунктів.
28 січня надійшов наказ про перекидання дивізії у складі 27-ї армії на 3-й Український фронт Маршала Радянського Союзу Ф. І. Толбухіна в Угорщину район Будапешта, щоб взяти участь у ліквідації оточеного угруповання противника, яке створювало наполегливий опір, створивши в місті більше трьохсот вузлів опору і опорних пунктів. Радянським військам доводилося з боєм брати кожний квартал, кожний будинок. Активно діяла радянська авіація, завдаючи бомбово-штурмові удари по танках і піхоті противника. Після запеклих боїв 13 лютого взято Будапешт.
Війська фронту приступили до підготовки наступу на Віденському напрямку, але за даними розвідки стало відомо, що противник зосередив у районі на північний схід від озера Балатон 31 дивізію, в тому числі 11 танкових, для переходу в контрнаступ. Вирішено нанести поразку цій ударній групі супротивника в оборонному бою, після чого перейти в наступ на Відень.
Наступ противника почався рано вранці 6 березня. Головного удару він завдав між озерами Веленце і Балатон, де тримала оборону дивізія. На її позиції обрушилася лавина артилерійсько-мінометного вогню, ударів авіації і посунули 70 «тигрів» і «фердинанд», 20 бронетранспортерів і до двох полків піхоти. Атаки противника слідували одна за одною. Тільки в перший день наступу гітлерівці зробили 8 атак, але всі вони виявилися невдалими. Найбільш запеклі атаки супротивник організував 12 і 13 березня, коли він ввів у бій до 150 танків, 60 бронетранспортерів і став завдавати удари по черзі, то по центру, то по флангах дивізії. Але особовий склад дивізії в жорстоких боях з ворогом відбив 13 атак супротивника і стійко утримував свій кордон. Підсумки бойових дій дивізії: підбито і спалено 89 танків і 30 бронетранспортерів, знищено 16 мінометів, 7 гармат, 60 станкових і ручних кулеметів, 48 автомашин і понад 2500 гітлерівців.
За відмінне керівництво дивізією в ході Балатонської оборонної операції і проявлені при цьому військову доблесть і мужність генерал-майор М. М. Михайлов був представлений до присвоєння звання Героя Радянського Союзу. Вимотавши противника в оборонних боях і завдавши йому величезні втрати, 16 березня 78-ма дивізія перейшла в наступ. Переслідуючи противника в напрямку австрійського міста Грац, вона перетнула австрійський кордон і, звільнивши більше 150 населених пунктів, 15 квітня увірвалася в Фюрстенфельд, закріпившись на його західній окраїні.
11 квітня зайняла Ельтендорф. 15 квітня дивізія форсувала р. Лівніц після запеклого бою в лісовому масиві Фюрстенфельда увірвалася в 15:00 в місто і до ночі очистила від німецьких військ центральну частину міста. 16 квітня при виїзді на передову був важко поранений в обидві ноги командир дивізії генерал-майор Михайлов, командир 453 сп полк. Мамедов і начальник оперативного відділу дивізії майор Дражевский. Просунувшись до Альтенмаркта дивізія перейшла до оборони.
У ніч з 20 на 21 квітня здала свою ділянку 202-ї сд і маршем вирушила в район Фрідберга. Тут у районі Райнберг дивізія зайняла оборону. Кінець квітня і початок травня 1945 року дивізія провела в обороні. У зв'язку з підписанням капітуляції в Реймсі і відхід німецьких військ 8 травня на захід перейшла вранці 9 травня в наступ і пройшовши по гірських дорогах зосередилася на кінець дня в р. Біркфельд.
Війну закінчила в складі 33-го стрілецького корпусу, 27-ї загальновійськової армії, 3-го Українського Фронту. Після виведення з Румунії (ЮГВ, 27 ОА) розформована влітку 1946 року в місті Старокостянтинів (ПрикВО)

## Склад
- 453-й стрілецький Римнікський полк,
- 458-й стрілецький Дебреценський полк,
- 464-й стрілецький полк,
- 1030-й артилерійський Дебреценський полк,
- 407-й окремий винищувально-протитанковий дивізіон,
- 184-я розвідувальна рота,
- 173-й саперний батальйон,
- 620-й окремий батальйон зв'язку (569-та окрема рота зв'язку),
- 113-й медико-санітарний батальйон,
- 125-та окрема рота хімзахисту,
- 529-та автотранспортна рота,
- 373-й польовий автохлібозавод,
- 844-й дивізійний ветеринарний лазарет,
- 1829-та польова поштова станція,
- 1152-га польова каса Держбанку[2]

## Підпорядкування
Підпорядкування: МВО,4РА, Резерв Ставки ВГК;30А, КалФ; 30А, ЗФ; 49А, ЗФ; 5А, ЗФ;
1ГвА, ЮЗФ; 18СК, 3ГвА, ЮЗФ; 33СК, 6А, ЮЗФ; 33СК, 8ГвА, ЮЗФ; 8ГвА, 3-йУкрФ; 33СК, 3-йУкрФ;
35ГвСК, 5ГвА, 2-йУкрФ; 35ГвСК, 7ГвА, 2-йУкрФ; 35ГвСК, 27А, 2-йУкрФ; 33СК, 27А, 2-йУкрФ; 35ГвСК, 27А, 2-йУкрФ; 33СК, 27А, 2-йУкрФ; 33СК, 27А; Резерв СтавкиВГК;
104СК, 27А, 2-йУкрФ; 35ГвСК, 27А, 2-йУкрФ; 33СК, 27А, 3-йУкрФ. 

## Командування
- Полковник Краснобаєв Микола Іванович 07.03.1942 — 23.05.1942
- Полковник, з 17.11.1943 генерал-майор Михайлов Микола Матвійович 24.05.1942 — 16.04.1945
- Полковник Володкін Гаріф Кабірович 17.04.1945 — 09.05.1945

## Нагороди
За відмінні бойові дії та особливі заслуги перед Батьківщиною дивізія нагороджена орденами Червоного Прапора і Суворова 2-го ступеня, удостоєна почесного найменування «Запорізька». 6 разів дивізії оголошувалася подяка в наказах Верховного Головнокомандуючого Й. В. Сталіна і стільки ж раз у її честь лунали переможні залпи московського салюту.

## Відзначилися воїни дивізії
За проявлені мужність і відвагу 11 177 вояків дивізії були нагороджені орденами і медалями, а шестеро з них на чолі з командиром дивізії удостоєні звання Героя Радянського Союзу.
- Рядовий Поляков Михайло Павлович навідник протитанкової рушниці 453-го стрілецького полку. Посмертно.
- Ситдиков Касим Хасанович — старший ад'ютант 2-го батальйону 458-го стрілецького Дебреценського ордена Богдана Хмельницького полку

Повні кавалери ордена Слави
- Моторний Володимир Юхимович [Архівовано 17 січня 2020 у Wayback Machine.] — командир обслуги гармати 464-го стрілецького полку